# South Shore (Dakota del Sud)
South Shore és una població dels Estats Units a l'estat de Dakota del Sud. Segons el cens del 2000 tenia 270 habitants.

## Demografia
Segons el cens del 2000, South Shore tenia 270 habitants, 116 habitatges, i 77 famílies. La densitat de població era de 74,5 habitants per km².
Dels 116 habitatges en un 31% hi vivien nens de menys de 18 anys, en un 53,4% hi vivien parelles casades, en un 9,5% dones solteres, i en un 33,6% no eren unitats familiars. En el 28,4% dels habitatges hi vivien persones soles el 13,8% de les quals corresponia a persones de 65 anys o més que vivien soles. El nombre mitjà de persones vivint en cada habitatge era de 2,33 i el nombre mitjà de persones que vivien en cada família era de 2,91.
Per edats la població es repartia de la següent manera: un 25,6% tenia menys de 18 anys, un 8,1% entre 18 i 24, un 22,6% entre 25 i 44, un 25,9% de 45 a 60 i un 17,8% 65 anys o més.
L'edat mediana era de 41 anys. Per cada 100 dones de 18 o més anys hi havia 99 homes.
La renda mediana per habitatge era de 28.250 $ i la renda mediana per família de 36.875 $. Els homes tenien una renda mediana de 25.313 $ mentre que les dones 19.375 $. La renda per capita de la població era de 21.341 $. Entorn del 5,1% de les famílies i el 7,3% de la població estaven per davall del llindar de pobresa.

## Poblacions més properes
El següent diagrama mostra les poblacions més properes.